# Bathyraja abyssicola
Bathyraja abyssicola је рушљориба из реда Rajiformes и породице Arhynchobatidae. 

## Распрострањење
Ареал врсте је ограничен на подручје северног Пацифика. Присутна је у следећим државама: Јапан, Сједињене Америчке Државе и Русија.

## Начин живота
Ова врста је овипарна и живи на великим морским дубинама, сматра се од 396 до 2.904 метара дубине.

## Угроженост
Подаци о распрострањености ове врсте су недовољни.